# Huyện Munshiganj
Munshiganj là một huyện thuộc division Dhaka, Bangladesh. Huyện này có diện tích 955 km², dân số năm 2002 là 1293536 người, mật độ dân số là 1354 người/km².